# Madureira (Rio de Janeiro)
Madureira est un quartier populaire de Rio de Janeiro au Brésil, situé dans la zone nord, tout près de Taquará, dans l'arrondissement de Jacarepaguá.

## Vie de quartier
C'est un quartier pauvre, animé, dense et festif. C'est aussi une ville très commerciale, truffée d'une série de commerces s'étant établis autour des points de transports et de communication. Madureira, malgré sa taille, héberge un important service et réseau de kombe (transport parallèle au transport en commun, à Rio de Janeiro) ainsi que la station de train de Madureira et le terminus d'autobus de Madureira, tous deux à proximité.
On y trouve aussi le Mercadão, un centre commercial important et populaire dans la zone ouest. On y offre nourriture, épices, animaux, œuvres artisanales, ainsi que des articles et confections religieux appartenant au culte de la Macumba. Statue, objet de culte, outils, symboles.
Lors du Carnaval de Rio, le centre de Madureira devient la scène même de la festivité. La multitude s'y rejoint pour fêter, boire et danser dans les rues, accoutré de divers costumes et apparats reliés au Carnaval. Hors saison, le quartier reste toutefois animé avec une vie nocturne très active.

## Culture populaire

### Chansons
- Dario Moreno, (1921-1968), a connu le succès grâce à l'hommage rendu à ce quartier par les auteurs - Carvalinho et Julio Monteiro - de la chanson Si tu vas à Rio enregistrée en 1958 :

Si tu vas à Rio

N'oublie pas de monter là-haut

Dans un petit village

Caché sous les fleurs sauvages

Sur le versant d'un coteau

C'est à Madureira

Tu verras les Cariocas

Sortir des maisonnettes

Pour s'en aller à la fête

À la fête des sambas.
- Tia Surica, (1940), chanteuse de samba et de musique populaire.
- Nino Ferrer (1969) chante Rua Madureira sur un air de bossa nova.*Samba de Madureira, por Arlindo Cruz e Sombrinha
- Alo Madureira, d’Arlindo Cruz
- Meu lugar, d’Arlindo Cruz
- Madureira, d’Heitor dos Prazeres
- Madureira, lugar da raça, d’Leci Brandão
- São José de Madureira, d’Zeca Pagodinho
- Madureira chorou, de Jair Rodrigues
- Vampiro de Madureira, de MC Carol & MC Gorila

### Cinéma
- Dans le film Um Ano Inesquecível – Verão (Une année inoubliable – été) (2023), de Cris D'Amato, une jeune femme obtient une place de couturière dans lécole de samba de Portela, l’une des écoles emblématiques de Madureira, et découvre l’univers du carnaval[1].

### Littérature
- Le titre du roman Madureira quase chorou(2022), de Betty Steinberg (2022), fait référence à la samba Madureira chorou[2].
- Dans la nouvelle Amor de Carnaval, de Thalita Rebouças, du  recueil Um Ano Inesquecível, (2015), une jeune femme obtient une place de couturière dans lécole de samba de Portela, l’une des écoles emblématiques de Madureira, et découvre l’univers du carnaval[3].